# Anomala palleopyga
Anomala palleopyga är en skalbaggsart som beskrevs av Benderitter 1923. Anomala palleopyga ingår i släktet Anomala och familjen Rutelidae. Utöver nominatformen finns också underarten A. p. bonosa.